# عمار محمد عباس
عمار محمد عباس جعفر أحمد (مواليد 10 فبراير 1999 في البحرين) هو لاعب كرة قدم بحريني دولي يجيد اللعب في مركز حراسة المرمى. يلعب حاليا لصالح الخالدية الذي ينافس في الدوري البحريني الممتاز منذ 2023.

## المسيرة الرياضية

### الأندية
في 1 يوليو 2017 تم تصعيد عباس إلى الفريق الأول بنادي المنامة. في موسمه الأول 2017-2018 وفي بطولة الدوري الممتاز ساهم في احتلال فريقه المركز الثالث بفارق 16 نقطة عن البطل المحرق. وفي بطولة كأس ملك البحرين ساهم في وصول فريقه إلى الدور الربع النهائي عندما خسر من النجمة 1-2 في مجموع المباراتين. وفي بطولة كأس السوبر البحريني ساهم في تتويج فريقه بعدما تغلب على المالكية بركلات الترجيح ليحقق عباس أولى بطولاته مع الأندية. وفي بطولة كأس النخبة البحريني فشل فريقه في التأهل إلى الدور النصف النهائي بعدما احتل المركز الثالث الأخير في المجموعة الثانية بفارق نقطة واحدة عن صاحب المركز الثاني النجمة. وفي بطولة كأس الاتحاد الآسيوي فشل فريقه في التأهل إلى الدور النصف النهائي لغرب آسيا بعدما احتل المركز الرابع الأخير في المجموعة الثانية بفارق 11 نقطة عن المتصدر العهد اللبناني.
في موسمه الثاني 2018-2019 وفي بطولة الدوري الممتاز ساهم في احتلال فريقه المركز الثاني الوصيف بفارق 6 نقاط عن البطل الرفاع. وفي بطولة كأس ملك البحرين ساهم في وصول فريقه إلى الدور الربع النهائي عندما خسر من المحرق بأفضل الأهداف خارج الأرض بعد التعادل 2-2 في مجموع المباراتين. وفي بطولة كأس النخبة البحريني ساهم في وصول فريقه إلى الدور النصف النهائي عندما خسر من الحد 0-2. وفي بطولة كأس الاتحاد البحريني فشل فريقه في التأهل إلى الدور النصف النهائي بعدما احتل المركز الثاني في المجموعة الثالثة بفارق الأهداف عن المتصدر البحرين.
في موسمه الثالث 2019-2020 وفي بطولة الدوري الممتاز ساهم في احتلال فريقه المركز السادس بفارق 4 نقاط عن منطقة الهبوط. وفي بطولة كأس ملك البحرين ساهم في وصول فريقه إلى الدور النصف النهائي عندما خسر من المحرق 1-3 في مجموع المباراتين. وفي بطولة كأس السوبر البحريني خسر فريقه من الرفاع بركلات الترجيح. وفي بطولة كأس الاتحاد البحريني فشل فريقه في التأهل إلى الدور النصف النهائي بعدما احتل المركز الثاني في المجموعة الثانية بفارق 5 نقاط عن المتصدر الرفاع الشرقي.
في موسمه الرابع 2020-2021 وفي بطولة الدوري الممتاز ساهم في احتلال فريقه المركز الثالث بفارق 14 نقطة عن البطل الرفاع. وفي بطولة كأس ملك البحرين ساهم في وصول فريقه إلى الدور الربع النهائي عندما خسر من الحد 0-3. وفي بطولة كأس الاتحاد البحريني فشل فريقه في التأهل إلى الدور النصف النهائي بعدما احتل المركز الثاني في المجموعة الثانية بفارق نقطة واحدة عن المتصدر المحرق.
في موسمه الخامس 2021-2022 وفي بطولة الدوري الممتاز ساهم في احتلال فريقه المركز الثاني الوصيف بفارق 3 نقاط عن البطل الرفاع. وفي بطولة كأس ملك البحرين ساهم في وصول فريقه إلى الدور الربع النهائي عندما خسر من الرفاع الشرقي بركلات الترجيح. وفي بطولة كأس الاتحاد البحريني فشل فريقه في التأهل إلى الدور النصف النهائي.
في 17 يناير 2022 قرر نادي المنامة إيقاف عباس حتى إشعار آخر. وقال مصدر خاص بالنادي لموقع كووورة: "الحارس قدم أوراقا رسمية تفيد بإصابته وعدم قدرته على اللعب وهو ما أدى إلى غيابه عن التدريبات في الفترة الماضية لكن إدارة المنامة لم تقبل هذا الاعتذار وقررت إيقافه حتى إشعار آخر. هناك اجتماع عاجل سيُعقد خلال اليومين القادمين من أجل بحث موقف الحارس خصوصا في ظل الأزمة التي يعانيها المنامة حاليا بعد طرد حارسه الثاني علي عيسى أمام الرفاع في دوري ناصر بن حمد الممتاز. المنامة أصبح في موقف صعب الآن ويسعى لإنهاء هذه الأزمة خلال الساعات القادمة خصوصا أن الدوري البحريني سيعود إلى الدوران بانطلاق القسم الثاني يومي الخميس والجمعة القادمين".
في 22 يناير 2022 تلقى نادي المنامة تلقى خطابا رسميا من نادي البسيتين يطلب فيه عباس لتمثيل الأخير في القسم الثاني للدوري. ولم يتأخر المنامة كثيرا ورد على خطاب البسيتين بالرفض القاطع وعدم التفكير أو الجلوس على طاولة المفاوضات لمناقشة العرض وأشار: "إدارة المنامة ليس لديها النية بالتفريط بعمار محمد على الرغم من إيقافه من قبل إدارة النادي حيث تنوي الجلوس معه بعد انتهاء تجمع المنتخب البحريني خصوصا أن الحارس تم استدعائه من البرتغالي هيليوا سوزا مدرب البحرين. عرض البسيتين لم يتضمن القيمة المالية حيث طلبت الجلوس على طاولة المفاوضات إلا أن الإدارة المنامية رفضت العرض تماما وتنوي مواصلة الحارس مع الفريق حتى نهاية الموسم الحالي".
في 4 فبراير 2022 عقد مجلس إدارة نادي المنامة اجتماعا مهما مع عباس بعد رفع الإيقاف الذي طاله في الفترة الماضية بقرار إداري من ناديه. وعاد عباس إلى التدريبات بعد أن توصل إلى اتفاق مع ناديه حول استمراره مع الفريق وعودته رسميا إلى التدريبات. وقال المصدر: "عاد عمار محمد إلى التدريبات حيث أبدى الحارس تفهمه لقرار النادي حول إيقافه في الفترة الماضية حتى إشعار آخر ويبدو أن هناك اعتذارا قدمه الحارس إلى النادي. وافقت الإدارة على عودة اللاعب وشوهد حضوره في التدريبات المسائية أمس وسوف يكون متاحا للمدرب هيثم جطل في الجولة المقبلة من دوري ناصر بن حمد الممتاز أمام فريق الحد الجمعة المقبل".
في موسمه السادس 2022-2023 وفي بطولة الدوري الممتاز ساهم في احتلال فريقه المركز الثاني الوصيف بفارق نقطة واحدة عن البطل الخالدية. وفي بطولة كأس ملك البحرين ساهم في وصول فريقه إلى الدور النصف النهائي حينها خسر من الحالة 1-2. وفي بطولة كأس الاتحاد البحريني فشل فريقه في التأهل إلى الدور النصف النهائي بعدما احتل المركز الثاني في المجموعة الثانية بفارق نقطة واحدة عن المتصدر الأهلي. وفي بطولة كأس العرب للأندية الأبطال خرج فريقه من المرحلة الأولى عندما خسر في الدور التمهيدي الأول من الهلال السوداني 2-4 في مجموع المباراتين.
في 16 أغسطس 2023 انتقل عباس من المنامة إلى الخالدية البحريني (الدوري الممتاز) في صفقة انتقال حر لمدة خمس مواسم.

### المنتخبات
في 1 أغسطس 2018 قرر المدرب التونسي الجديد لمنتخب البحرين البحرين تحت 23 سمير شمام استدعاء عباس للانضمام إلى تشكيلة منتخب بلاده المشارك في مسابقة كرة القدم في دورة الألعاب الآسيوية 2018 في إندونيسيا حيث ساهم في تحقيق البحرين 4 نقاط من الفوز على ماليزيا 3-2 والتعادل مع قيرغيزستان 2-2 والخسارة من كوريا الجنوبية 0-6 ليحتل البحرين المركز الثالث ويتأهل إلى الدور 16 حينها خسر من فيتنام بهدف سجل قبل دقيقتين من نهاية المباراة.
في 26 مارس 2022 قرر المدرب البرتغالي هيليو سوزا استدعاء عباس للمشاركة في أول مباراة دولية له مع البحرين وكانت أمام بوروندي وانتهت المباراة بفوز البحرين 1-0.

## الإنجازات
- المنامة (1)
  - كأس السوبر البحريني (1): 2017